# Alberto Belsué
Alberto Belsué Arias (né le 2 mars 1968 à Saragosse) est un footballeur espagnol des années 1990.

## Biographie
En tant que défenseur, Alberto Belsué fut international espagnol à 17 reprises (1994-1996) pour aucun but inscrit. Il participa à l'Euro 1996, où il ne joua que deux matchs sur les quatre (Bulgarie et Angleterre). L'Espagne fut éliminée en quarts.
Il eut aussi deux sélections avec l'équipe d'Aragon de football en 1998 et en 2001, sans inscrire de buts. 
Il joua dans différents clus ibériques (Andorra CF, Real Saragosse, Deportivo Alavés et CD Numancia) et finit sa carrière en Grèce (Iraklis Thessalonique). Il remporta la coupe des coupes 1995.

## Clubs
- 1986-1988 :  Andorra CF
- 1988-1998 :  Real Saragosse
- 1998-1999 :  Deportivo Alavés
- 1999-2001 :  CD Numancia
- 2001-2003 :  Iraklis Thessalonique

## Palmarès
- Coupe d'Europe des vainqueurs de coupe
  - Vainqueur: 1995.
- Championnat d'Espagne de D4
  - Champion: 1987.
- Coupe d'Espagne
  - Vainqueur: 1994.
  - Finaliste: 1993.